# 고베 누노비키 로프웨이

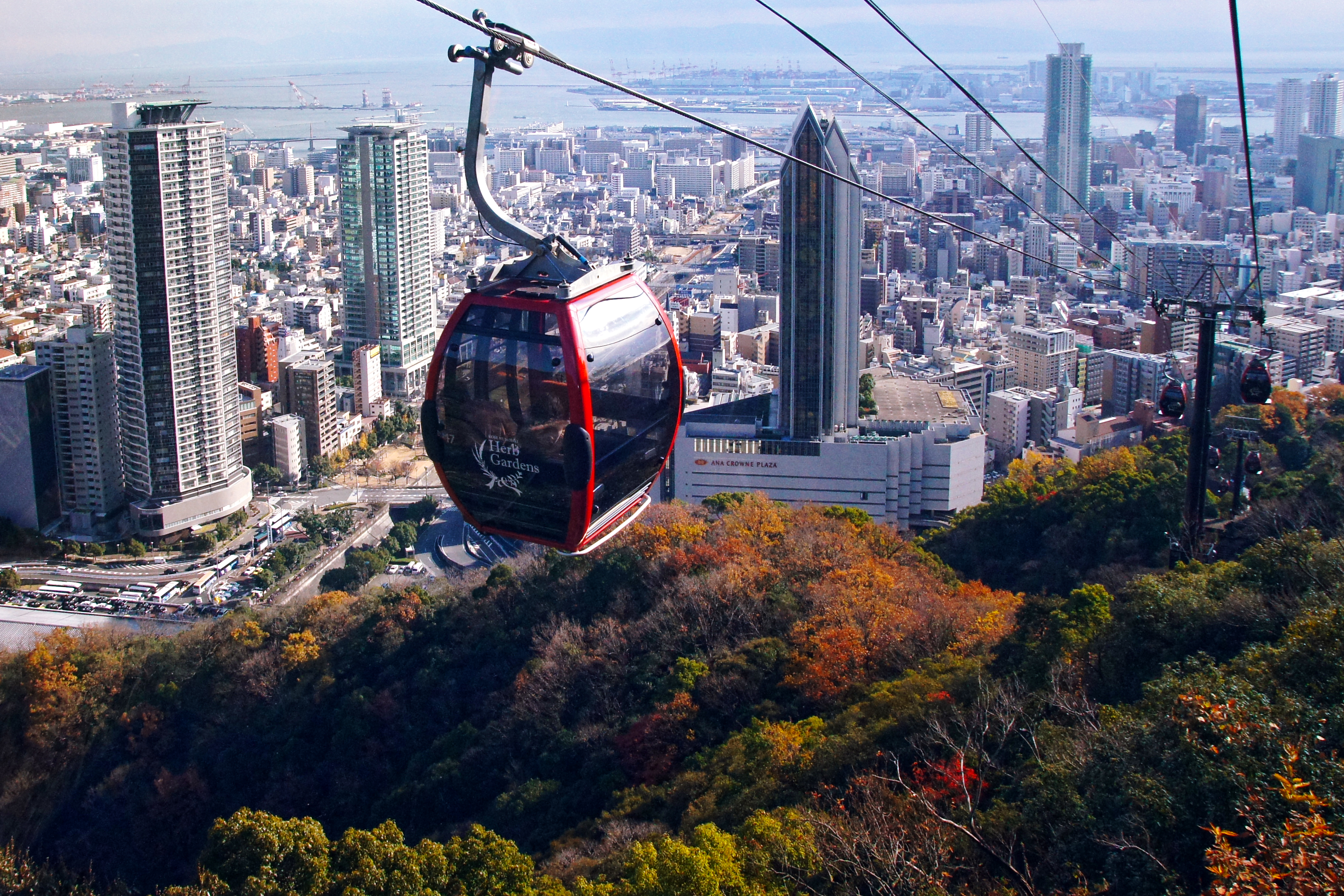
고베 누노비키 로프웨이

고베 누노비키 로프웨이(일본어: 神戸布引ロープウェイ)는 일본 효고현 고베시 주오구 신코베에 있는 로프웨이이다. 누노비키 허브원으로 향하기 위한 로프웨이로 알려져 있다.

## 개요
신고베역 근처의 허브 원산기슭역과 허브원산정역 사이를 연결하고 있다. 도중, 중간역으로서 바람의 언덕 중간역이 설치되어 있다.
개업 이래, 「신고베 로프웨이」로서 고베시 도시 정비 공사(현재의 고베 주거 환경 정비 공사)에 의해 운영되고 있었지만, 2009년 4월에 고베시가 설비·시설 등을 취득. PFI 사업으로 재정비해 2011년 4월 1일 리뉴얼 오픈했다. 현재 시설은 고베시가 보유하고 있으며, 철도사업법상의 허가는 고베 리조트 서비스에 의해 운영되고 있다.
2006년 4월 1일부터 지정 관리자 제도의 도입에 의해 야마나시현에서 레저 시설을 운영하는 기요사토 하이랜드 파크 고베 사업소(NC리조트 매니지먼트 그룹)에 후인 허브원의 사업과 함께 운영되었다. 그러나 만성적인 적자는 해소되지 않고, 회사에 지정 관리자 계약이 종료되는 2010년 4월 1일에 고베 리조트 서비스에 경영권이 양도되었다.
2011년 리뉴얼 시 명칭을 '신고베 로프웨이'에서 '고베포인트 로프웨이'로 변경한 것 외에 역명과 요금도 변경했다.
덧붙여 이 로프웨이의 애칭은 「꿈 풍선」이다.

## 운행 형태
운행 다이아몬드는 다음과 같다. 덧붙여 원칙적으로 2월의 정기점검시는 운휴가 된다.
시발
- 9시 30분(통년, 허브 원산기슭역·허브 원산정역 공통)

최종
- 허브 원산기슭역 출발 - 16시 45분(춘계 및 추계 평일, 동계 전일), 20시 15분 (춘계 및 추계 토요일 휴일, 여름 전일)
- 허브 원산정역 출발 - 17시 15분(춘계 및 추계 평일, 동계 전일), 21시 0분(춘계 및 추계 토요일 휴일, 여름 전일)

계절별 기간
- 봄: 3월 20일~7월 19일
- 여름: 7월 20일~8월 31일
- 가을: 9월 1일~11월 30일
- 겨울: 12월 1일~3월 19일

## 연선 데이터
- 전체 길이(경사 길이): 1460m
- 높은 저차: 330m
- 최대 기울기: 28도 86분
- 주행 방식:단선 자동 순환식(시계 방향)
- 지주수：12기
- 최고 운전 속도: 4m 초당
- 반기(곤돌라)
- 메이커：CWA제(2011년 갱신, 개수전은 미쓰비시중공업제를 사용)
- 정원 : 6명
- 소요시간: 10분
- 역수:3역(기종점 2역, 중간역)

## 역사
- 1991년(헤세이 3년) 10월 23일 - 개업.

- 2010년(2010년)
  - 4월 1일 - 고베 리조트 서비스의 운영이 된다.
  - 11월 29일 - 2011년(2011년) 3월 31일 - 개수 공사를 실시.

- 2011년(헤세이 23년) 4월 1일 - 개수가 완료되어 재개. 명칭, 역명, 운임을 변경.

## 역 목록
| 역명                | 일본어역명     | 환승 노선                                                      | 소재현 | 소재시        |
| ------------------- | -------------- | -------------------------------------------------------------- | ------ | ------------- |
| 허브 원산 기슭 역   | ハーブ園山麓駅 | 산요 신칸센 고베 시영 지하철 세이신 야마테선·호쿠신선 신고베역 | 효고현 | 고베시 주오구 |
| 바람의 언덕 중간 역 | 風の丘中間駅   |                                                                | 효고현 | 고베시 주오구 |
| 허브 원산 정역      | ハーブ園山頂駅 |                                                                | 효고현 | 고베시 주오구 |